# SN 2009ek
SN 2009ek – supernowa typu Ia odkryta 23 kwietnia 2009 roku w galaktyce A151946+4831. W momencie odkrycia miała maksymalną jasność 20,70m.